# Taylor Twellman
Taylor Timothy Twellman (St. Louis, 29 febbraio 1980) è un ex calciatore statunitense, di ruolo attaccante.
Lo zio Steve Twellman è stato anch'egli calciatore professionista, militando nella NASL con gli Atlanta Apollos e Boston Minutemen.

## Carriera
Cominciò la sua carriera nella squadra del college del Maryland. Il suo talento suscitò l'interesse anche di club europei, così nel 2000 approdò in Germania, al Monaco 1860. Vi restò un solo anno, senza mai scendere in campo, ma mettendosi in mostra nella squadra riserve. Nel 2002 si trasferì nella Major League Soccer, dove ha militato soltanto con la maglia dei New England Revolution, con cui ha disputato oltre 150 partite.
Il 30 agosto 2008, dopo uno scontro aereo con il portiere Los Angeles Galaxy Steve Cronin, ha incominciato ad avere problemi al collo: inizialmente l'infortunio non venne curato a dovere, tanto che Twellman continuò a disputare normalmente la stagione 2008, ma l'anno seguente i dolori si riacutizzarono e fu costretto a giocare solo due partite. Il ritorno fu programmato per la stagione 2010, ma il 24 giugno di quell'anno fu annunciato che l'attaccante non avrebbe calcato i terreni di giochi; in novembre, infine, Twellman annunciò il ritiro definitivo dal calcio giocato.
Il 17 novembre 2002 debuttò nella Nazionale statunitense, nella partita contro El Salvador.

## Palmarès

### Club

#### Competizioni nazionali
- U.S. Open Cup: 1

New England Revolution: 2007

#### Competizioni internazionali
- SuperLiga nordamericana: 1

N.E. Revolution: 2008

### Nazionale
- Gold Cup: 1

2007